# Hans Langendörfer
Hans Langendörfer SJ (* 25. November 1951 in Bonn) ist ein deutscher römisch-katholischer Ordenspriester der Jesuiten und war bis Januar 2021 Sekretär der Deutschen Bischofskonferenz.

## Leben
Hans Langendörfer wurde 1951 als Sohn des Mediziners Günter Langendörfer in Bonn geboren, sein Großvater war der Bonner Oberstadtdirektor Johannes Langendörfer. Nach dem Abitur am Beethoven-Gymnasium Bonn trat er 1972 in den Jesuitenorden ein und empfing nach dem Studium der Philosophie, Politik und Theologie in München und Frankfurt am Main 1979 die Priesterweihe. Er war von 1981 bis 1986 wissenschaftlicher Assistent im Projekt »Ethische Probleme der Sicherheitspolitik« an der Universität Bonn und wurde in Moraltheologie mit der von Franz Böckle betreuten Dissertation Atomare Abschreckung und kirchliche Friedensethik promoviert. Von 1987 bis 1989 war er Wissenschaftlicher Mitarbeiter im Bundeskanzleramt und wurde dann Leiter des „Foyers der Jesuiten“ in Bonn.
Am 27. Februar 1996 wurde er als Nachfolger von Prälat Wilhelm Schätzler zum vierten Sekretär der Deutschen Bischofskonferenz gewählt und trat dieses Amt am 1. Juli desselben Jahres an. Seither wurde er mehrfach in diesem Amt bestätigt.
Am 25. Februar 2020 kündigte Hans Langendörfer in einem Interview an, dass er  bei der Frühjahrsvollversammlung der Bischofskonferenz im März 2020 nach über 20-jähriger Amtszeit für eine Wiederwahl als Sekretär der Bischofskonferenz nicht zur Verfügung stehe. Auf der Frühjahrsvollversammlung wurde jedoch bekanntgegeben, dass Langendörfer noch für einige Monate, längstens bis Ende 2020, im Amt bleiben werde. Er legte sein Amt zum 6. Januar 2021 nieder; bis zum Dienstantritt seiner bei der Frühjahrs-Vollversammlung 2021 gewählten Nachfolgerin Beate Gilles leitete Ulrich Pöner als amtierender Sekretär der Deutschen Bischofskonferenz und Matthias Meyer als amtierender Geschäftsführer des Verbandes der Diözesen Deutschlands die Aufgaben weiter.
Auf der Frühjahrsvollversammlung 2021 der DBK wurde Langendörfer als Nachfolger des 2020 verstorbenen Moraltheologen Eberhard Schockenhoff zum Präsidenten des Katholischen Akademischen Ausländerdiensts gewählt.

## Auszeichnungen
- Am 6. Oktober 2008 wurde er von Bundespräsident Horst Köhler mit dem Bundesverdienstkreuz 1. Klasse ausgezeichnet.[7]
- Für 2018 wurde ihm der Ehrenring der Görres-Gesellschaft zugesprochen.

## Schriften
- Atomare Abschreckung und kirchliche Friedensethik. Eine Untersuchung zu neuesten katholischen Friedensverlautbarungen und zur ethischen Problematik heutiger Sicherheitspolitik. Matthias-Grünewald-Verlag, Mainz / Chr. Kaiser Verlag, München 1987. (= Entwicklung und Frieden: Wissenschaftliche Reihe; Band 46).
- Brückenschläge. Zum Dialog zwischen Kirche und Politik. In: Die Neue Gesellschaft / Frankfurter Hefte, März 1997.
- Die katholische Kirche in Deutschland – Perspektiven an der Wende zum 21. Jahrhundert. In: Werner Schreer, Georg Steins (Hrsg.): Auf neue Art Kirche sein. Wirklichkeiten – Herausforderungen – Wandlungen. Festschrift für Bischof Dr. Josef Homeyer. Bernward bei Don Bosco, München 1999, ISBN 3-7698-1184-4, S. 224–237.
- Tradition und Programm. Was gibt politische Orientierung über den Alltag hinaus? In: Wolfgang Thierse (Hrsg.): Religion ist keine Privatsache. Patmos, Düsseldorf 2000, ISBN 3-491-72430-9, S. 133–145.
- Danke Benedikt. Verlag Herder, Freiburg im Breisgau 2013, ISBN 978-3-451-33407-8.